# Parnall Plover
Le Parnall Plover est un avion militaire de l'entre-deux-guerres, avion de chasse monoplace biplan. Il servit brièvement dans l'aéronavale britannique (Fleet Air Arm) mais fut vite éclipsé par le succès de son concurrent, le Fairey Flycatcher.

## Conception
Le Parnall Plover était un appareil de la première génération de chasseurs embarqués britanniques. Il fut conçu pour répondre aux désignations de la Spécification N6/22 de l'Air Ministry, décrivant un chasseur pouvant évoluer à partir d'un porte-avions et pouvant être converti en hydravion, pour remplacer le Gloster Nightjar, et devant être équipé d'un moteur en étoile Armstrong Siddeley Jaguar ou Bristol Jupiter. Ainsi la Fairey Aviation Company et la Parnall soumirent chacun un projet pour répondre à l'appel d'offre, respectivement le Fairey Flycatcher et le Parnall Plover. À la différence du Flycatcher, le Plover avait des ailerons s'étendant sur toute l'envergure des ailes inférieures et supérieures.

## Engagements
Le Plover était construit à partir des mêmes spécifications que le Fairey Flycatcher mais moins aimé des pilotes, sans doute parce que des bruits couraient sur la faiblesse de sa section médiane. Un petit nombre fut fabriqué et mis en service en 1923. Sa carrière fut brève et sa production limitée : 10 exemplaires de série, après les 3 prototypes. Ils furent retirés du service dès 1924.

## Variantes
Pas de variantes.

## Spécifications (Plover)
Données tirées du Livre complet des chasseurs
Caractéristiques générales
- Équipage : 1
- Longueur : 7,01 m
- Envergure : 8,84 m
- Hauteur : 3,66 m
- Surface alaire : 28,4 m2
- Poids à vide : 923 kg
- Poids brut : 1 354 kg
- Motorisation : × moteur Bristol Jupiter III 9 cylindres à pistons radiaux refroidis par air, 436 ch (325 kW)
- Propulseur: hélice bipale à pas fixe

Performance
- Vitesse maximale : 229 km/h (123 nœuds)
- Plafond de service : 7 000 m (23 000 ft)
- Temps de montée en altitude : 6 096 m en 25 minutes et 12 secondes
- Chargement de l'aile : 47,6 kg/m2
- Puissance/masse : 0,25 kW/kg

Armement
- Armes à feu : 2x mitrailleuses Vickers calibre .303 British fixes à tir vers l'avant

## Pays opérateurs
Royaume-Uni
- Royal Navy
- Fleet Air Arm